# 内尔萨克
内尔萨克（法語：Nersac，法語發音：[nɛʁsak]）是法国夏朗德省的一个市镇，位于该省中部，属于昂古莱姆区，也是昂古莱姆城市公共社区的一部分。

## 地理
内尔萨克（45°37'33"N, 0°3'3"E）面积9.24 平方千米，位于法国新阿基坦大区夏朗德省，该省份为法国西部内陆省份，北起德塞夫勒省和维埃纳省，东临上维埃纳省，东南至多尔多涅省，南至多爾多涅省，西接滨海夏朗德省。
与内尔萨克接壤的市镇（或旧市镇、城区）包括：拉库罗讷、弗莱阿克、利纳尔、鲁莱-圣埃斯泰夫、圣米歇尔、锡勒伊、特鲁瓦帕利。

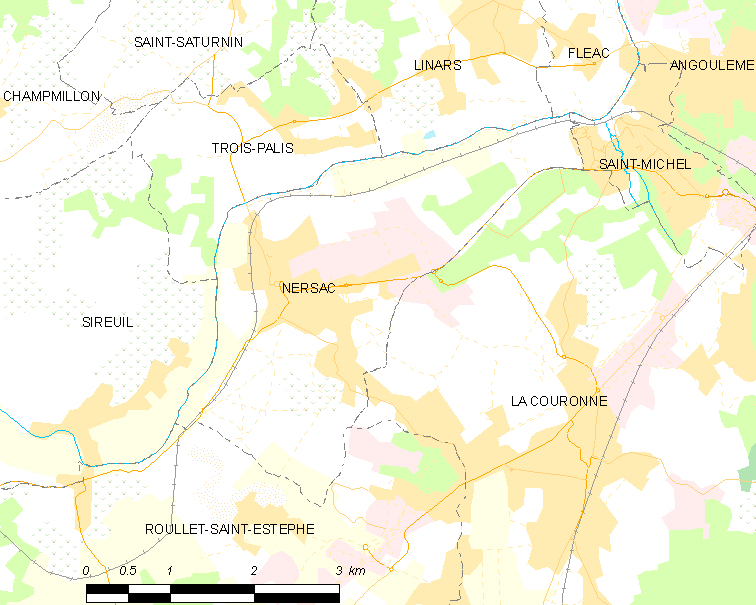
内尔萨克的OSM定位图

内尔萨克的时区为UTC+01:00、UTC+02:00（夏令时）。

## 行政
内尔萨克的邮政编码为16440，INSEE市镇编码为16244。

## 政治
内尔萨克所属的省级选区为拉库罗讷县。

## 人口

1962-2008年间内尔萨克人口变化图示

内尔萨克于2022年1月1日时的人口数量为2258人。